# Applied Catalysis A
Applied Catalysis A: General is een internationaal, aan collegiale toetsing onderworpen wetenschappelijk tijdschrift over katalysatoren.
De naam wordt in literatuurverwijzingen meestal afgekort tot Appl. Catal. Gen.
Het wordt uitgegeven door Elsevier en verschijnt tweewekelijks.
Het tijdschrift is ontstaan in 1991 door de splitsing van het in 1981 opgerichte tijdschrift Applied Catalysis in delen A en B.